# لاشيء وشيء (قبالة)
اللاشيء والشيء (بالعبرية عين ييش: אַיִ، لاشيء وشيء؛) هي مفهوم هام في الفلسفتين القبالية والحاسيدية تسنعمل لتفسير خلق العالم. وفقا للتعاليم القبالية، قبل خلق الكون كان هناك فقط اللاشيء. ومنها، فاض تشوتتمي (الحكمة) وكان أول الانبثاقات الإلهية (سيفورة)، «والذي فاض إلى الخارج من اللاشيء (عين).» في هذا السياق، أتت سيفورة «المشيئة الإلهية» (كيتر أو التاج) وهي وسيطة بين النور اللانهائي (عين سوف) وبين الحكمة (تشيتشمي). لأن التاج هو الوحي الأسمى (النور السرمدي)، متجاوزًا السيفورات الظاهرة، ولهذا، لا تعتير جزء منهم.
ويرتبط اللاشيء (عاين) بعين سوف (النور اللانهائي)، والذي يفهم على أنه الإله قبل أن يظهر نفسه في خلق العوالم الروحية والمادية، واحد لانهائي الوحدة لا يمكن وصفه بأي وصف أو قيود. من منظور العوالم المخلوقة المنبثقة، يتم إنشاء «شيء من لا شيء». من المنظور الإلهي، يخلق («لا شيء من شيء ما») لأن الله وحده له وجود مطلق. الخلق يعتمد على التدفق المستمر للحياة الإلهية، التي بدونها تعود إلى العدم. منذ القرن الثالث عشر، كانت «لاشيء» (عين) واحدة من أهم الكلمات المستخدمة في النصوص القبالية. تم التأكيد على الرمزية المرتبطة بكلمة عين بشكل كبير من قبل موسى دي ليون (1250 - 1305)، الحاخام الإسباني والقبالي، من خلال كتابه زوهار، والذي يعتبرالعمل التأسيسي للقبالة. 

## مفهوم شيء من لاشيء في الأدب والعلوم
نظريات الانفجار الكبير والأفكار حول تكوين الكون التي تم إنشاؤها من العدم تشبه تلك التي يعبر عنها في القبالة. عندما يقرأ المرء كتاب ستيفن هوكينج بعنوان "الوجيز في تاريخ الوقت" (Brief History of Time)، يجد صلات مدهشة مع الكابالا".  كما يجد كينيث هانسون تشابها في الفكرة القبلية بأن الحروف العبرية هي المادة التي بُني بها الكون وتفسير ستيفن هوكينج عن تفكك نظرية ألبرت أينشتاين النسبية في نقطة ما وصفها بـ " التفرد". يقول هانسون إنه على الرغم من أن الأحرف العبرية لها أشكال إلا أنها في الواقع مصنوعة من لا شيء، وكذلك بالنسبة إلى تفرد الانفجار الكبير. كما يجادل هانسون بأنه يمكن مقارنة تفرد الثقوب السوداء بـ "مجالات لا شيء" القبالية، كما هو مكتوب في النص القبالي المبكر في كتاب يتزيراه: "لأن ذلك الذي هو نور هو لاظلمة، وما هو ظلام هو لا ضوء." 
يجادل الفيزيائيان ستيفن هوكينج وليونارد ملوديناو في كتابهما "التصميم الكبير" بأنه لا يوجد شيء قبل البداية، ويشرحه بمقارنة البداية بالقطب الجنوبي. يقولون: «كما لا يوجد شيء جنوب القطب الجنوبي، لم يكن هناك شيء قبل البداية». 